# Thomas Lord Cromwell
Thomas Lord Cromwell é uma peça de teatro histórica isabelina, descrevendo a vida de Thomas Cromwell, o ministro de Henrique VIII.
O documento atribui a autoria da peça à sigla "W.S", que primeiramente foi identificado como o nome de William Shakespeare. Os estudiosos modernos, entretanto, rejeitam essa atribuição; especulam que os autores mais prováveis são Thomas Heywood e Michael Drayton.